# 沃瑟林湖

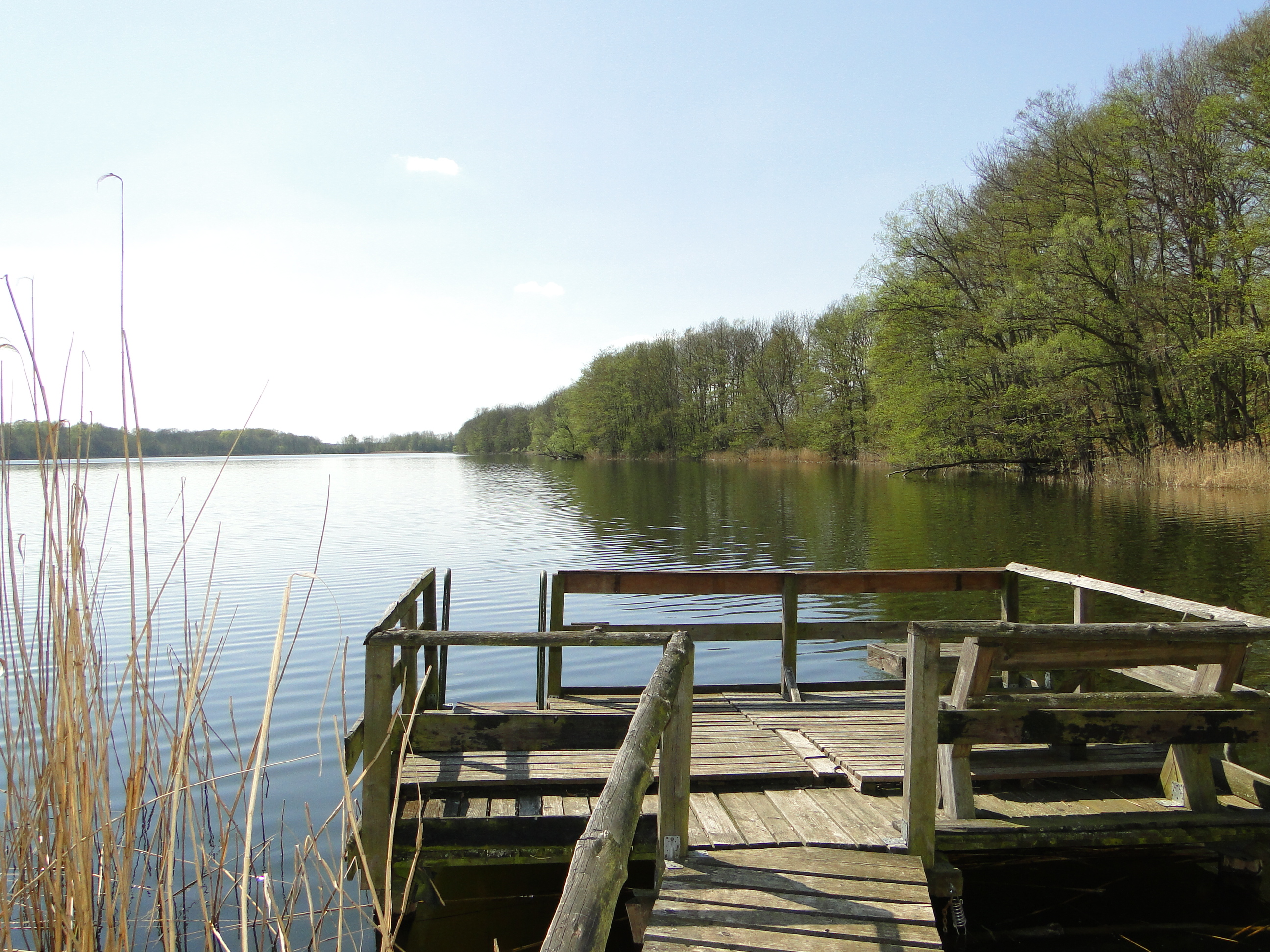

53°40′10.05534″N 12°1′53.04932″E / 53.6694598167°N 12.0314025889°E
沃瑟林湖（德語：Woseriner See），是德國的湖泊，位於該國東北部梅克倫堡-前波美拉尼亞州，由路德維希斯盧斯特-帕爾希姆縣負責管轄，長2.9公里、寬1.2公里，面積2.17平方公里，海拔高度37米，平均水深9.1米，最大水深37.5米，水體容量1,967萬立方米。